# Hayim Meir Hager
Hayim Meir Hager (n. 1887, Vijnița, Ducatul Bucovinei, Austro-Ungaria – d. 1972, Bnei Brak, Israel) (sau Chaim Meir Hager) a fost un rabin originar din Austro-Ungaria, care a activat în România și Israel. Acesta este cunoscut în lumea ultraortodoxă deoarece a fost al patrulea mare Rebbe al dinastiei hasidice Vizhnitz.